# سرسول (بوالحسن)
سرسول (بالفارسية: سرسول) هي قرية تقع في إيران في قسم بوالحسن الريفي. يقدر عدد سكانها بـ 228 نسمة بحسب إحصاء 2016.